# Koutuanjärvi
Koutuanjärvi är en sjö i Finland. Den ligger i kommunen Uleåborg i landskapet Norra Österbotten, i den centrala delen av landet, 600 km norr om huvudstaden Helsingfors. Koutuanjärvi ligger 84,9 meter över havet. Arean är 74,1 hektar och strandlinjen är 3,94 kilometer lång. Sjön  ingår i Ijo älvs huvudavrinningsområde. 